# يو إف سي 156
يو إف سي 156: ألدو ضد إدغار (بالإنجليزية: UFC 156: Aldo vs. Edgar)‏ هو حدث لفنون القتال المختلطة نظمته يو إف سي، أُقيم في 2 فبراير 2012، على مركز أحداث ماندالاي باي في لاس فيغاس، نيفادا، الولايات المتحدة.